# Eucithara turricula
Eucithara turricula é uma espécie de gastrópode do gênero Eucithara, pertencente à família Mangeliidae.